# Piotr Sobczyk
Piotr Ignacy Sobczyk (ur. 10 lipca 1887 w Piaskach, zm. 18 listopada 1979 w Warszawie) – polski inżynier-rolnik, działacz społeczny, poseł na Sejm III, IV i V kadencji w II Rzeczypospolitej, Wiceprezes Zarządu Centralnego Towarzystwa Organizacji i Kółek Rolniczych do 1935 roku.

## Życiorys
Został usunięty z rosyjskiej szkoły miejskiej w Jędrzejowie w 1904 roku za kolportaż prasy socjalistycznej. Pracował w gospodarstwie rodziców, ukończył roczny kurs rolniczy w Warszawie w 1909 roku i szkołę rolniczą w Sokołówku (powiat ciechanowski), po czym rozpoczął naukę w Towarzystwie Kultury Polskiej w Warszawie. Po śmierci ojca w 1912 roku objął rodzinne gospodarstwo.
Tworzył kółka rolnicze i ich okręgowy związek. Był członkiem PSL i w styczniu 1918 roku został członkiem jego Zarządu Głównego. Działał również w POW.
W dwudziestoleciu międzywojennym działał w Centralnym Związku Kółek Rolniczych w Warszawie, od 1918 roku. W latach 1919–1926 był jego kierownikiem organizacyjnym i okresowo przewodniczącym. Był członkiem wydziału powiatowego w Jędrzejowie. W okresie 1927–1931 pracował w Związku Rewizyjnym Spółdzielni Rolniczych i w Centrali Stowarzyszeń Rolniczo-Handlowych „Storol”.
Pełnił wiele funkcji społecznych, był m.in.: wiceprezesem Zarządu Wojewódzkiego TOiKR w Kielcach (w okresie 1936/7–1939 – jego prezesem), członkiem Zarządu Kieleckiej Izby Rolniczej, od lutego 1937 roku do 1939 roku – prezesem Związku Izb i Organizacji Rolniczych RP w Warszawie.
Politycznie był związany z BBWR. W wyborach parlamentarnych w 1930 roku został wybrany posłem na Sejm III kadencji (1930-1935) z listy nr 1 z ramienia BBWR z okręgu nr 20 obejmującego powiaty: kielecki, jędrzejowski i włoszczowski. W kadencji tej był przewodniczącym komisji opieki społecznej i inwalidztwa.
W wyborach parlamentarnych w 1935 roku został ponownie wybrany posłem na Sejm IV kadencji (1935-1938) 20 019 głosami z okręgu nr 28, obejmującego powiaty: jędrzejowski, miechowski i pińczowski. W kadencji tej przewodniczył Kołu Rolników. W wyborach parlamentarnych w 1938 roku został wybrany posłem na Sejm V kadencji (1938-1939) z tego samego okręgu (nr 28). W kadencji tej był drugim zastępcą przewodniczącego komisji budżetowej i komisji inwestycyjnej oraz członkiem komisji: rolnej i skarbowej.
Był radnym Rady Gminnej i Powiatowej w Jędrzejowie oraz Rady Wojewódzkiej w Kielcach.
Nie uczestniczył w kampanii wrześniowej. Przedostał się – jako uchodźca – do Rumunii, gdzie organizował życie polskiej emigracji. W 1942 roku kierował eksperymentalną plantacją ryżu o powierzchni 50 ha w Portareşti (w okręgu Vâlcea).
Wrócił do Polski w 1947 roku i rozpoczął działalność na rzecz aklimatyzacji uprawy ryżu w tutejszych warunkach. W 1948 roku został zatrudniony w Państwowym Instytucie Gospodarstwa Wiejskiego w Puławach, po jego rozwiązaniu – w Instytucie Hodowli i Aklimatyzacji Roślin. Opublikował w 1952 roku książkę pt. Uprawa ryżu. W 1955 roku, po uzyskaniu stopnia inżyniera-rolnika, został etatowym asystentem w Instytucie Uprawy, Nawożenia i Gleboznawstwa w Puławach. Gdy okazało się, że uprawa ryżu jest w polskich warunkach nieekonomiczna, Sobczyk przeszedł na emeryturę w 1958 roku i zamieszkał w Warszawie.
Był członkiem ZSL.

## Odznaczenia
- Krzyż Komandorski Orderu Odrodzenia Polski
- Krzyż Oficerski Orderu Odrodzenia Polski
- Krzyż Kawalerski Orderu Odrodzenia Polski (2 maja 1924)[5][6]
- Złoty Krzyż Zasługi[2]

## Życie rodzinne
Urodził się w rodzinie chłopskiej, był synem Wojciecha (zm. 1912) i Cecylii z domu Ziętal. Ożenił się z Katarzyną Wiewiór, z którą miał troje dzieci: Tadeusza – rolnika, Jerzego (ur. 1929) – inżyniera i Irenę zamężną Więckowską.
Po śmierci został pochowany na starym cmentarzu na Służewie przy kościele św. Katarzyny przy ul. Fosa w Warszawie.